# Anna Ajmátova
Anna Andréievna Ajmátova (ruso: Анна Андреевна Ахматова) seudónimo de Anna Andréievna Górenko (Bolshói Fontán, cerca de Odesa, gobernación de Jersón, 11 de juniojul./ 23 de junio de 1889greg. - Domodédovo,  óblast de Moscú, 5 de marzo de 1966), fue una destacada poeta rusa. Junto con  Nikolái Gumiliov y Ósip Mandelshtam, fue una de las figuras más representativas de la poesía acmeísta de la Edad de Plata de la literatura rusa.

## Biografía

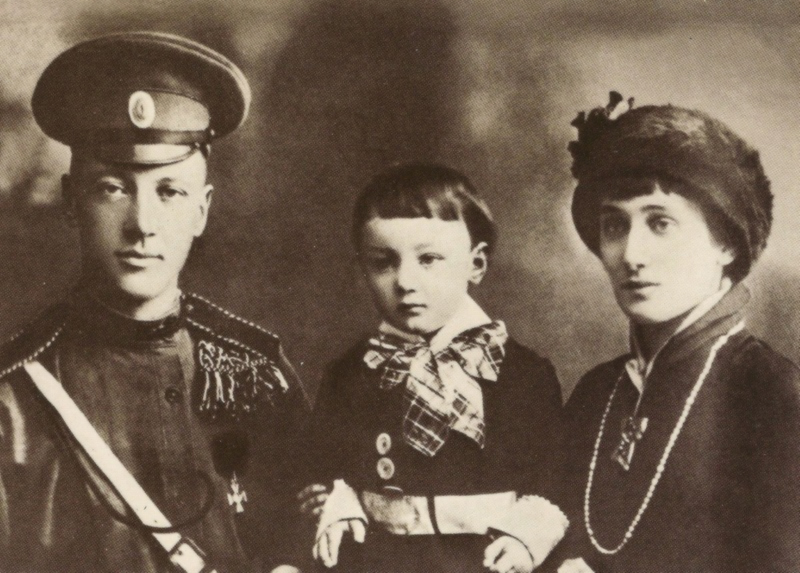
Anna Ajmátova con su marido Nikolái Gumiliov y su hijo Lev, entre 1913 y 1916.

Anna Andréievna Górenko nació el 11(23) de junio de 1889 en Odesa, hija de una noble familia de origen tártaro.
Su infancia no parece que fuese muy feliz. Sus padres se separaron en 1905. Anna comenzó a escribir poesía a la edad de once años. Como su padre no quería ver ningún verso impreso bajo su "respetable" apellido, ella decidió adoptar el de su bisabuela tártara, Ajmátova, como pseudónimo.
Estudió derecho, latín, historia y literatura en Kiev y en San Petersburgo. Allí se casó en 1910 con Nikolái Gumiliov, poeta famoso, promotor del acmeísmo, corriente poética que se sumaba al renacimiento intelectual de Rusia a principios del siglo XX. Los acmeístas rompían con el simbolismo, de carácter metafórico, y restablecían el valor semántico de las palabras. En esta línea Anna publicó en 1912 su primer libro de poemas titulado La tarde. En ese mismo año nació su único hijo Lev, que se convertiría en un famoso historiador neoeurasianista. El matrimonio de Anna y Nikolái duró desde 1910 hasta 1918.
En 1910-1912 viajó a Italia y Francia, visitando París dos veces. Conoció a Modigliani, quien influiría en su perspectiva.
Más tarde Ajmátova se casó con el prominente asiriólogo Vladímir Shileiko (1918-1922) y poco después con el historiador de arte Nikolái Punin (1922-1938). Borís Pasternak estuvo enamorado de ella, pero Anna rechazó su proposición.
Sus primeros escritos parecen intuir la gran soledad en la que se verá sumergida años más tarde, después de las trágicas consecuencias de la revolución rusa de 1917. Tras esta, Anna se verá afectada, ya que en 1921 su primer marido Nikolái Gumiliov fue acusado de conspiración y fusilado. Más tarde, su hijo fue también arrestado y deportado a Siberia. Y su último marido, Punin, murió de agotamiento en un campo de concentración en 1938. Los poemas de Anna se prohibieron, fue acusada de traición y deportada. Por temor a que fusilaran a su hijo quemó todos sus papeles personales. En 1944, pudo regresar con su hijo a Leningrado, ciudad devastada tras el asedio alemán.
Allí comenzó a ganarse la vida traduciendo a Leopardi y publicando ensayos, entre los que destacan los brillantes ensayos de Aleksandr Pushkin, en periódicos escolares. Todos sus amigos emigraron o fueron represaliados.
En 1945, el joven intelectual británico Isaiah Berlin quiso visitarla antes de regresar a Londres. Ese encuentro se prolongó durante veinte horas, durante las que Anna le leyó sus poemas y se sinceró con él. Pero esto tuvo trágicas consecuencias ya que su hijo volvió a ser encarcelado durante diez años. Esta vez la escritora se negó a silenciar su voz y siguió adelante con su poemario más importante, Réquiem, en el que explica que en aquella Unión Soviética los únicos que estaban en paz eran los difuntos y que los vivos pasaban su vida yendo de un campo de concentración a otro. El libro fue publicado sin su consentimiento y conocimiento en 1963 en Múnich. 
El 14 de agosto de 1946, el Orgburó del Comité Central del PCUS aprobó una resolución donde se criticaba la labor de las revistas literarias «Zvezdá» y «Leningrado» en las que, entre otros, publicaban sus obras el escritor Mijaíl Zóschenko y Anna Ajmátova. Acto seguido, el ideólogo del PCUS Andréi Zhdánov pronunciaba un discurso,  titulado Informe sobre las revistas «Zvezdá» y «Leningrado», con una feroz crítica de la obra de Zóschenko y Ajmátova. La poeta fue calificada por Zhdánov como "una representante del pantano literario reaccionario apolítico" ("одним из представителей этого безидейного реакционного литературного болота"). El 4 de septiembre, Ajmátova y Zóschenko fueron expulsados de la Unión de Escritores Soviéticos lo que conllevaba la prohibición de la publicación de sus obras y la denegación de las cartillas de racionamiento en un Leningrado devastado por la recién acabada guerra.
En 1962, Ajmátova estuvo propuesta al Premio Nobel de Literatura, pero no lo consiguió.
En 1964, en honor a su 75 cumpleaños, se realizaron nuevos estudios y se publicaron nuevas recopilaciones de sus versos. Ese mismo año viajó a Taormina (Italia), donde recibió el Premio Internacional de Poesía y en 1965 fue nombrada doctora honoris causa por la Universidad de Oxford. Viajó a Gran Bretaña con escala en París y se publicó en Moscú El correr del tiempo (1909-1965), un balance incompleto (y censurado) de su obra.
Sus últimas piezas, compuestas en ritmo y sentido neoclásico, parecen ser la voz que reflejaba lo mucho que había vivido. Durante su estancia en Komarovo fue visitada por Joseph Brodsky y otros jóvenes poetas, que perpetuaron las tradiciones de Ajmátova en la poesía de San Petersburgo en el siglo XXI. También tradujo las obras completas de Rabindranath Tagore en ocho volúmenes, al ruso. 
El 5 de marzo de 1966, Anna murió de un infarto en un sanatorio de las afueras de Moscú y fue enterrada en Komarovo. Su obra, traducida a un sinnúmero de lenguas, solo apareció íntegra en Rusia en 1990.
El poeta Joseph Brodsky la definió así:

Su sola mirada te cortaba el aliento. Alta, de pelo oscuro, morena, esbelta y ágil, con los ojos verdosos de un tigre polar, durante medio siglo la ha dibujado, pintado, esculpido en yeso y mármol, fotografiado un sinnúmero de personas, empezando por Modigliani. Los versos dedicados a ella formarían más volúmenes que su obra entera.

## Obra y temas

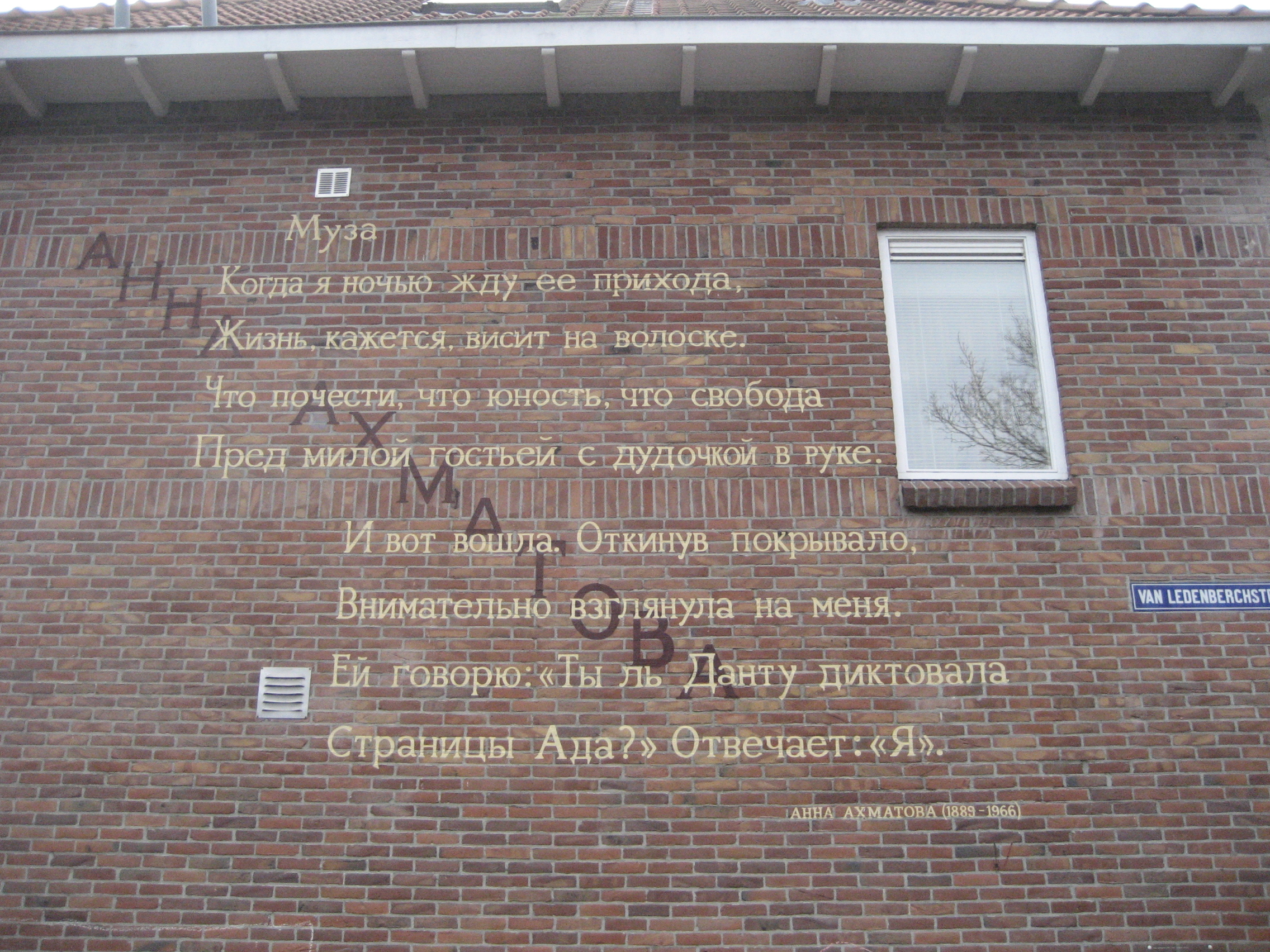
Poema de Ajmátova sobre un mural en Leiden.

Ajmátova promovía el uso de la artesanía y la forma poética rigurosa por encima del misticismo o las incursiones espirituales en la composición, favoreciendo lo concreto sobre lo efímero. Ajmátova modeló sus principios de escritura con claridad, sencillez y forma disciplinada. Sus primeras colecciones, Tarde (1912) y Rosario (1914), recibieron una gran acogida por parte de la crítica y la hicieron famosa desde el principio de su carrera. Contenían piezas breves y psicológicamente tensas, aclamadas por su dicción clásica, sus detalles reveladores y el hábil uso del color. Tarde y sus cuatro libros siguientes eran en su mayoría miniaturas de lírica sobre el tema del amor, atravesadas por la tristeza.
Sus primeros poemas suelen retratar a un hombre y una mujer envueltos en el momento más conmovedor y ambiguo de su relación, muy imitado y posteriormente parodiado por Nabókov y otros. La crítica Roberta Reeder señala que los primeros poemas siempre atrajeron a un gran número de admiradores: "Porque Ajmátova era capaz de captar y transmitir la vasta gama de emociones cambiantes que se experimentan en una relación amorosa, desde la primera emoción del encuentro, hasta un amor cada vez más profundo que se enfrenta al odio, y finalmente a la violenta pasión destructiva o a la indiferencia total. Pero [...] su poesía rompe radicalmente con el estilo erudito y ornamentado y con la representación mística del amor tan típica de poetas como Aleksandr Blok y Andréi Bely. Sus letras se componen de breves fragmentos de discurso sencillo que no forman un patrón lógico coherente. Por el contrario, reflejan la forma de pensar, los vínculos entre las imágenes son emocionales y los simples objetos cotidianos están cargados de asociaciones psicológicas. Al igual que Aleksandr Pushkin, que fue su modelo en muchos aspectos, Ajmátova se propuso transmitir mundos de significado a través de detalles precisos" 
Ajmátova se quejaba a menudo de que los críticos la "amurallaban" en su percepción de su obra en los primeros años de la pasión romántica, a pesar de los importantes cambios de tema en los últimos años de El Terror.  Esto se debió principalmente al carácter secreto de su obra después de la efusión pública y crítica sobre sus primeros volúmenes. Los riesgos durante las purgas fueron muy grandes. Muchos de sus amigos cercanos y familiares fueron exiliados, encarcelados o fusilados; su hijo estaba bajo la amenaza constante de ser detenido, y ella estaba a menudo bajo estrecha vigilancia. Tras la represión artística y la condena pública por parte del Estado en la década de 1920, muchos en los círculos literarios y públicos, tanto en el país como en el extranjero, pensaron que había muerto. Sus lectores generalmente no conocían su obra posterior, la pasión rabiosa de Requiem o Poema sin héroe y sus otras obras mordaces, que sólo se compartían con unos pocos de confianza o circulaban en secreto de boca en boca (samizdat).
Entre 1935 y 1940, Ajmátova compuso, trabajó y reelaboró en secreto el largo poema Réquiem, un ciclo lírico de lamentaciones y testimonios que describe el sufrimiento de la gente común bajo el terror soviético. Lo llevaba consigo mientras trabajaba y vivía en pueblos y ciudades de toda la Unión Soviética. La obra está ausente en su colección, ya que condena explícitamente las purgas. La obra en ruso apareció finalmente en forma de libro en Múnich en 1963; la obra completa no se publicó en la URSS hasta 1987. Consta de diez poemas numerados que examinan una serie de estados emocionales, explorando el sufrimiento, la desesperación, la devoción, más que una narrativa clara. Los temas bíblicos, como la crucifixión de Cristo y la devastación de María, Madre de Jesús, y María Magdelena, reflejan la devastación de Rusia, en particular al presenciar el desgarro de las mujeres en la década de 1930. En cierta medida, representó un rechazo a su propia obra romántica anterior, ya que asumió el papel público de cronista del Terror.  Este es un papel que mantiene hasta hoy.
Sus ensayos sobre Aleksandr Pushkin y Poema sin héroe, su obra más larga, sólo se publicaron después de su muerte. Este largo poema, compuesto entre 1940 y 1965, suele ser considerado por la crítica como su mejor obra y también como uno de los mejores poemas del siglo XX. Ofrece un análisis profundo y detallado de su época y su aproximación a ella, incluyendo su importante encuentro con Isaiah Berlin (1909-97) en 1945. Su talento en la composición y la traducción se pone de manifiesto en sus excelentes traducciones de las obras de poetas que escriben en francés, inglés, italiano, armenio y coreano.

## Monumentos
- Hay un museo dedicado a Ajmátova en San Petersburgo, en la Casa de Fontanka (conocida como el Palacio de los Sheremétiev) en el malecón del río Fontanka, donde Ajmátova vivió desde mediados de la década de 1920 hasta 1952.

- En Rusia hay cuatro monumentos dedicados a Anna Ajmátova:

1. En Bézhetsk, óblast de Tver
2. En el jardín de la Facultad de Filología de la Universidad de San Petersburgo
3. En un parque público en San Petersburgo, frente a una escuela, en la calle Vosstániya.
4. En San Petersburgo, en el malecón del Nevá, frente a la prisión "Krestý", donde su hijo, marido y muchos amigos estuvieron prisioneros. Ajmátova hizo cola regularmente cerca de "Krestý" con paquetes de comida para ellos durante muchos años. Ella quería que se le dedicara un monumento allí, cerca de "Krestý", si algún día se erigía uno en su memoria.

- En Taormina (Sicilia). En el jardín del Palazzo Duchi di S.Stefano.

- Se bautizó con su nombre un planeta menor (3067) Akhmatova, descubierto por la astrónoma soviética Liudmila Karáchkina en 1982.

## Obra poética
En la evolución poética de Ajmátova podemos distinguir tres épocas:
1. Ciclo poético que va desde 1912 a 1922: La tarde (Vécher) (1912), El rosario (Chyotki) (1914), La bandada blanca (Bélaya staya) (1917), El llantén (Podorózhnik) (1921) y Anno Domini MLMXXI (1922). Escribe un poema épico Junto al mar (U sámogo mórya) (1914).
2. Época de 1922 a 1940 marcada por el silencio creativo y la ruptura del silencio mediante la creación de Requiem (1935-1940). Una de sus obras más conocidas, en ella refleja el dolor y el amor de una madre. Durante las largas colas de espera para poder ver a su hijo en la cárcel oye las historias de las demás mujeres. Escribe pero no publica un poema épico Putyóm vseyá zemlí (Kitezhanka) (1940).
3. Ciclo poético de 1940 a 1965 que tiene dos partes diferenciadas: por un lado, encontramos una serie de poemas épicos y por otro, sus poemas de madurez que culminan en Poema sin héroe (Poema bez gueróya) (1940—1965, texto completo publicado en 1976). Se publica en Moscú libros de poemas El correr del tiempo (Beg vrémeni) (1909-1965), Sauce (Iva, o Trostnik) 1940. Escribe pero no publica el libro de poemas titulado Nones (Néchet) (1936-1946) y un poema épico Trianón ruso (Russki trianón) (1923-1941).

## Obras

### En antologías
- 1965: Poesía soviética rusa (traducción Nicanor Parra)

### Compilaciones póstumas
- edición А. С. Крюков : Ахматова А., Стихотворения и поэмы (en ruso). Voronej. 1990..
- edición М. М. Кралин : Ахматова А. Сочинения (en ruso). Moscú: Правда. 1990., 2 tomos — 448 y 432 páginas.
- edición Н. В. Королёвой : Ахматова А. Собрание сочинений (en ruso). Moscú: Эллис Лак. 1998—2002. - 6 tomos.

## Anna Ajmátova vista por  pintores
- Desnudos de Anna Ajmátova de Amedeo Modigliani, 1911, tinta sobre papel; colección privada y museo Anna Ajmátova.
- Anna Ajmátova por Nathan Altman, 1914, Museo Estatal Ruso de San Petersburgo.
- Retrato realizado por Nikolái Tyrsa de 1928, Museo Estatal Ruso de San Petersburgo.
- Retrato de Anna Ajmátova realizado por Kuzmá Petrov-Vodkin, 1922, Museo Estatal Ruso de San Petersburgo.

Retratos de Anna Ajmátova por Nikolái Tyrsa
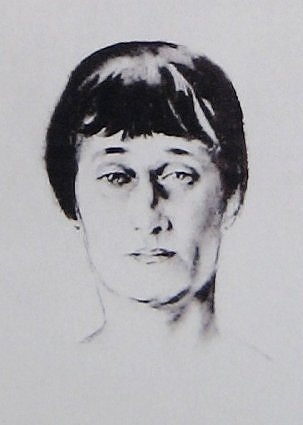
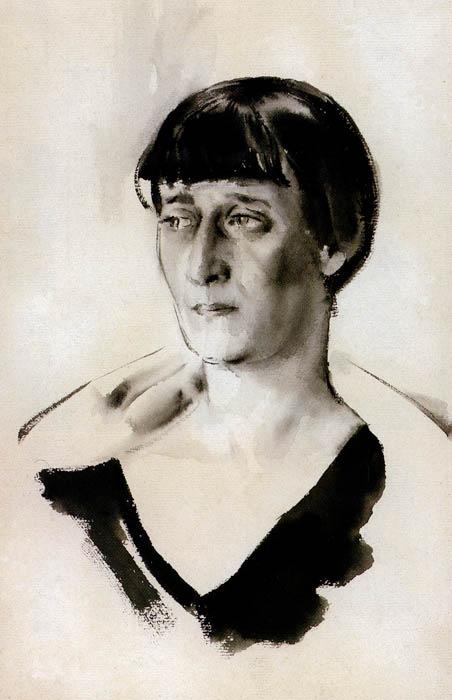
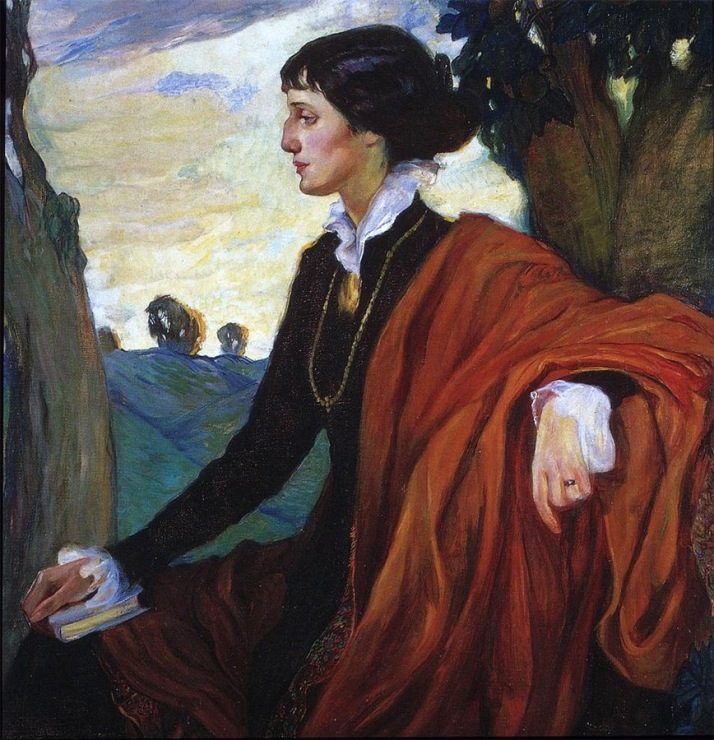
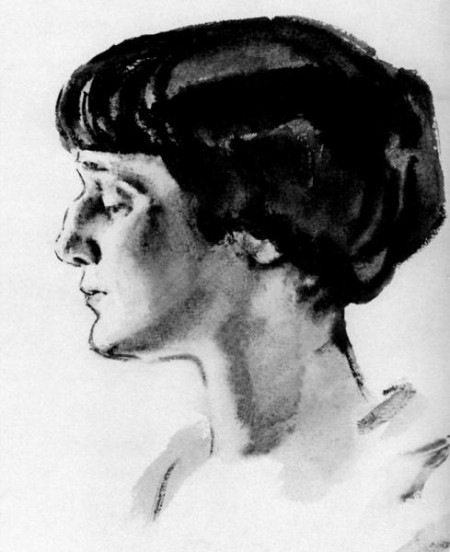
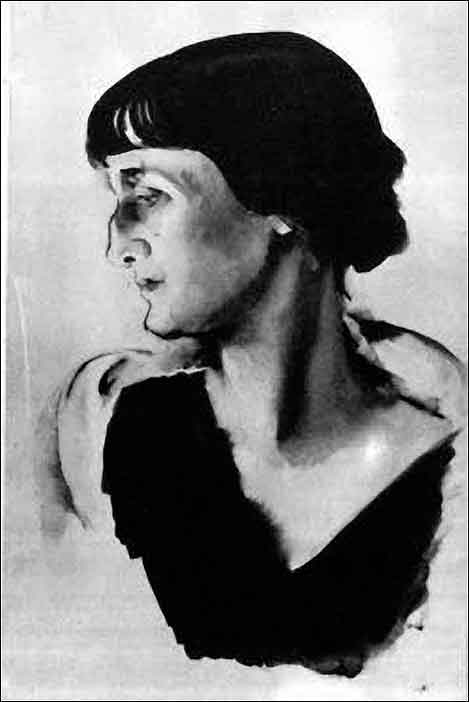
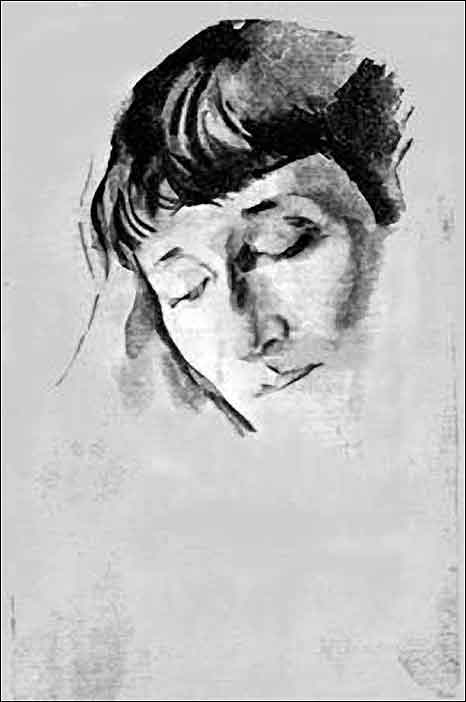

Retratos de Anna Ajmátova
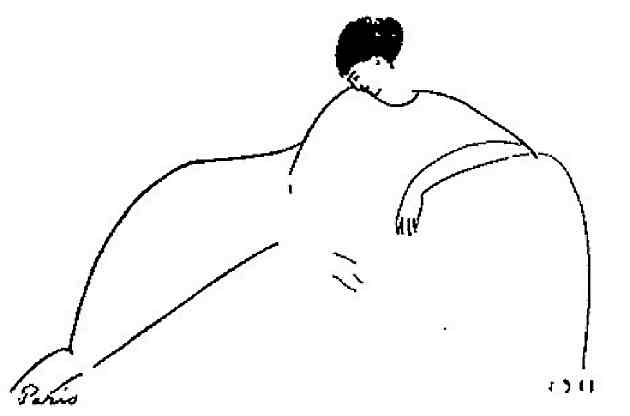
Dibujo de Anna Ajmátova por Amedeo Modigliani (1911).
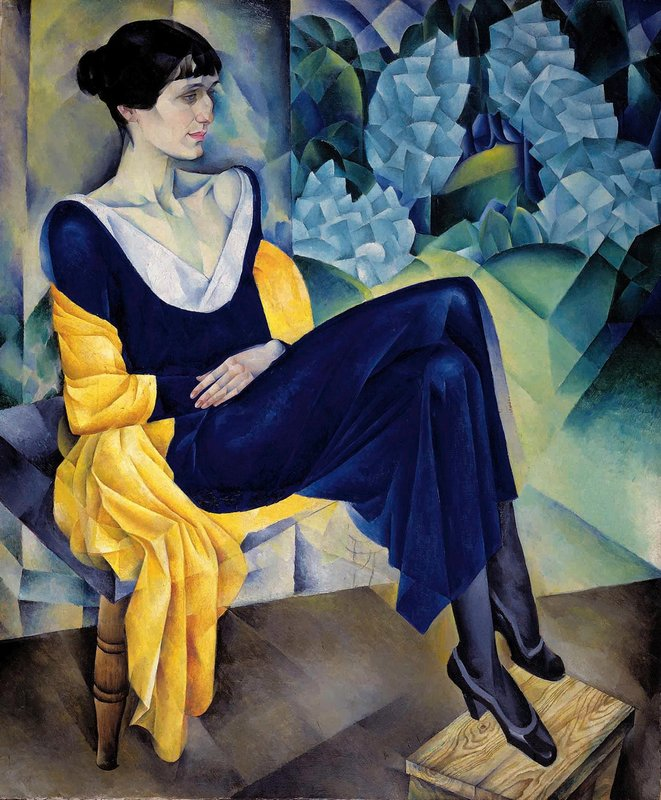
Anna Ajmátova, por Natan Altman (1914).
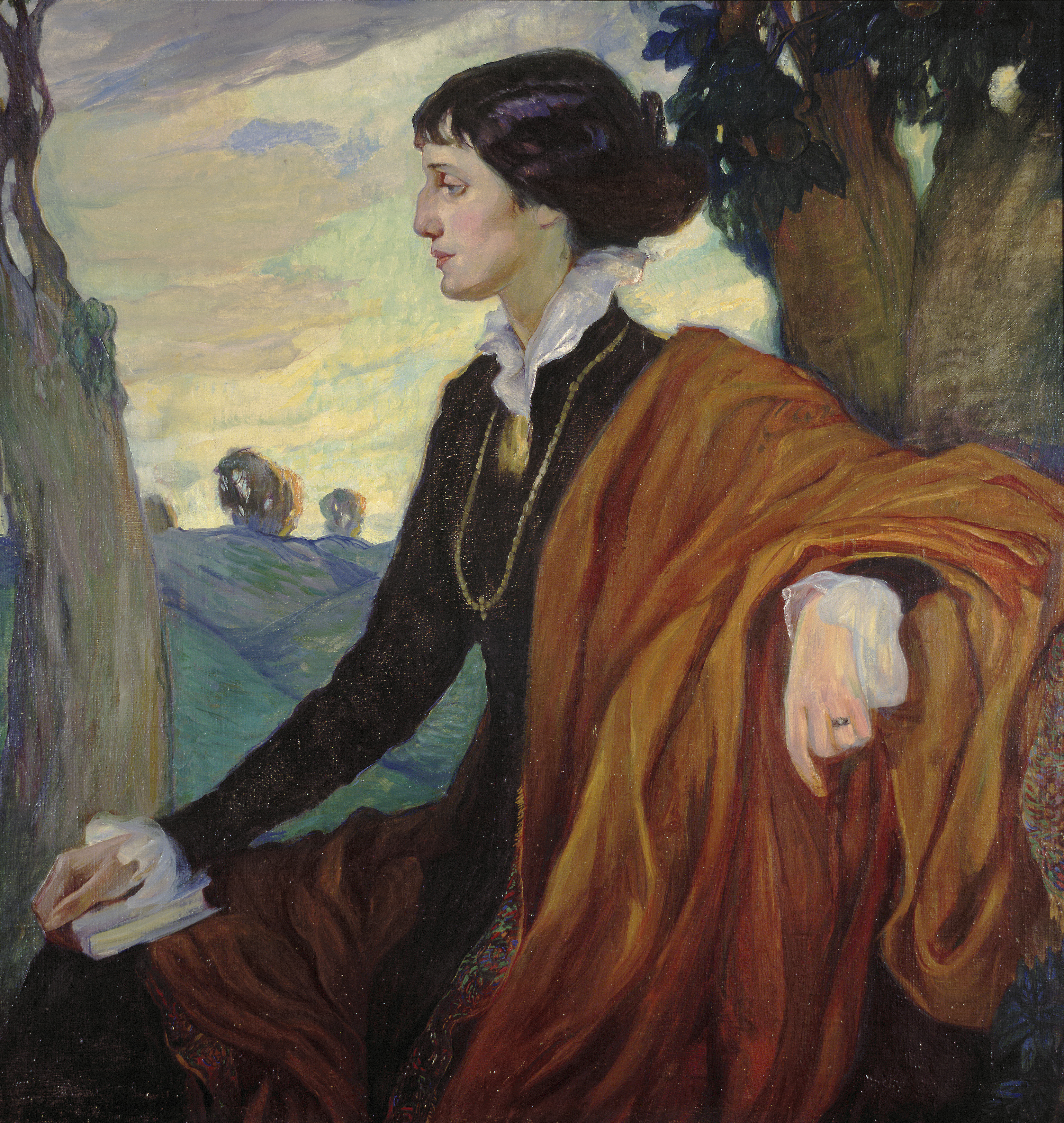
Anna Ajmátova, por Olga Della-Vos-Kardovskaïa (1914).